# Francesco Lepre
Francesco Lepre (* 27. dubna 1975 Řím, Itálie) je bývalý italský zápasník–judista.

## Sportovní kariéra
Vyrůstal ve Varšavě v Polsku, kde začínal s judem v klubu Gwardia pod vedením Sławomira Smatera. Vrcholově se připravoval v Římě v klubu Fiamme Gialle pod vedením Felice Marianiho. V italské seniorské reprezentaci se pohyboval s přestávkami od roku 1995 a v průběhu let vystřídal pět váhových kategorií. V roce 2000 se kvalifikoval na olympijské hry v Sydney v polostřední váze do 81 kg a vypadl ve druhém kole. V roce 2004 startoval na olympijských hrách v Athénách jako úřadující mistr Evropy, ale nepřešel přes úvodní kolo. Sportovní kariéru ukončil v roce 2008.
Francesco Lepre byl levoruký judista s osobní technikou osoto-makikomi.

### Vítězství
- 2002 – 1× světový pohár (Sofia)
- 2004 – 1× světový pohár (Minsk)

## Výsledky
| Turnaj             | 1993 | 1994       | 1995       | 1996       | 1997       | 1998             | 1999             | 2000             | 2001             | 2002         | 2003         | 2004         | 2005         | 2006         | 2007 |
| Turnaj             | 18   | 19         | 20         | 21         | 22         | 23               | 24               | 25               | 26               | 27           | 28           | 29           | 30           | 31           | 32   |
| Turnaj             |      | lehká váha | lehká váha | lehká váha | lehká váha | polostřední váha | polostřední váha | polostřední váha | polostřední váha | střední váha | střední váha | střední váha | střední váha | střední váha |      |
| ------------------ | ---- | ---------- | ---------- | ---------- | ---------- | ---------------- | ---------------- | ---------------- | ---------------- | ------------ | ------------ | ------------ | ------------ | ------------ | ---- |
| Olympijské hry     |      |            |            | —          |            |                  |                  | úč.              |                  |              |              | úč.          |              |              |      |
| Mistrovství světa  | —    |            | —          |            | —          |                  | —                |                  | —                |              | 7.           |              | —            |              | úč.  |
| Mistrovství Evropy | —    | —          | úč.        | —          | —          | —                | úč.              | úč.              | —                | 7.           | —            | 1.           | —            | —            | úč.  |
| MS juniorů         |      | 7.         |            |            |            |                  |                  |                  |                  |              |              |              |              |              |      |
| ME juniorů         | úč.  | 5.         | 3.         |            |            |                  |                  |                  |                  |              |              |              |              |              |      |